# Night Work
Night Work är ett musikalbum av den amerikanska popgruppen Scissor Sisters och släpptes 2010. Det producerades av gruppen tillsammans med Stuart Price. Första singeln från skivan var Fire with Fire.

## Låtlista
1. Night Work (Jason Sellards, Scott Hoffman, Derek Gruen, Stuart Price) – 3:08
2. Whole New Way (Sellards, Hoffman, Price) – 2:53
3. Fire with Fire (Sellards, Hoffman, Price) – 4:13
4. Any Which Way (Sellards, Hoffman, Ana Lynch, Price) – 4:41
5. Harder You Get (Sellards, Hoffman, Price)  – 3:06
6. Running Out (Sellards, Hoffman, Santi White) – 3:09
7. Something Like This (Sellards, Hoffman) – 3:02
8. Skin This Cat (Hoffman, Lynch, Sellards) – 2:41
9. Skin Tight (Sellards, Hoffman, Price) – 3:26
10. Sex and Violence (Sellards, Hoffman) – 4:14
11. Night Life (Sellards, Hoffman, Lynch, Gruen, Price) – 3:37
12. Invisible Light (Sellards, Hoffman, Lynch) – 6:14

## Kuriosa
Sångerskan Kylie Minogue medverkar i bakgrundskören på Any Which Way. På Something Like This har gruppen samplat hennes hitlåt Can't Get You Out of My Head.
Skådespelaren Ian McKellen medverkar med tal i Invisible Light.